# Danick Vandale
Pour les articles homonymes, voir Vandale.
Danick Vandale, né le 7 décembre 1995, est un coureur cycliste canadien. 

## Biographie
En octobre 2014, Danick Vandale est sacré champion du Canada de cyclo-cross chez les espoirs (moins de 23 ans). Sélectionné pour les mondiaux de cyclo-cross espoirs de 2015, il se classe 46e, à plus de 7 minutes du vainqueur Michael Vanthourenhout.
En 2016, il est engagé par l'équipe continentale canadienne H&R Block. Au mois d'avril, il se distingue en prenant la deuxième place du critérium de la Sea Otter Classic, aux Etats-Unis. En été, il termine quatrième des championnats du Canada espoirs.
En 2017, il intègre une autre formation canadienne, Silber. Sa saison est perturbée par une tendinite.

## Palmarès en cyclo-cross
- 2014-2015
  -  Champion du Canada de cyclo-cross espoirs

## Classements mondiaux
| Année            | 2016 |
| ---------------- | ---- |
| UCI America Tour | 341e |